# ضریب خوبی
ضریب خوبی (انگلیسی: Goodness factor) ضریبی است که اریک لیتویت برای تعیین میزان خوبی موتور الکتریکی تعریف کرد. با استفاده از این ضریب وی توانست کارایی شناوری مغناطیسی موتور القایی را بهبود بخشد.
{\displaystyle G={\frac {\omega }{\mathrm {resistance} \times \mathrm {reluctance} }}={\frac {\omega \mu \sigma A_{\mathrm {m} }A_{\mathrm {e} }}{l_{\mathrm {m} }l_{\mathrm {e} }}}}
که در آن:
G ضریب خوبیست
Am, Ae سطح مقطع مدار مغناطیسی و الکتریکی است
lm, le طول مدار مغناطیسی و الکتریکی است
μ تراوایی مغناطیسی هسته است
ω بسامد زاویه‌ای موتور است
σ رسانایی الکتریکی رساناست
بر این اساس وی نشان داد که هر چه این ضریب بزرگتر باشد کارایی بیشتری دارد.
لیتویت نشان داد که برای یک موتور القایی ساده می‌توان نوشت:
{\displaystyle G\propto {\frac {\omega \mu _{0}p^{2}}{\rho _{\mathrm {r} }g}}}
g فاصلهٔ هوایی است.